# Theodor Wegner
Theodor Hubert Wegner (* 9. September 1880 in Emsdetten; † 15. November 1934 in Dortmund) war ein deutscher Geologe und Paläontologe. Er war Professor an der Universität Münster.
Wegner wurde 1905 bei Wilhelm von Branca an der Universität Berlin promoviert (Die Granulatenkreide des westlichen Münsterlandes, Berlin: J. F. Starcke 1905). Er habilitierte sich 1907 in Münster und wurde 1910 außerordentlicher Professor und Direktor des Geologisch-Paläontologischen Instituts in Münster.
Ein von ihm 1912 in einer Tongrube der Gerdemann´schen Ziegelei in Gronau gefundener Plesiosaurier der frühen Kreide wurde 2013 von Oliver Hampe ihm zu Ehren als Gronausaurus wegneri neu bestimmt. Zwei Jahre zuvor (1910) fand Wegner in derselben Tongrube einen weiteren Meeressaurier Brancasaurus brancai, den er 1914 nach seinem Lehrer Wilhelm von Branca benannte.
1910 grub er in der Tongrube der Gebrüder Seiler in Ahlen ein vollständiges 18.000 Jahre altes Mammutskelett aus, das heute im Geomuseum Münster montiert ist.

## Schriften
- Die Granulatenkreide des westlichen Münsterlandes. In: Z. dt. geol. Gesell., 57, Taf. VII - X, Berlin 1905, S. 112–232 Archive
- Geologie Westfalens und angrenzender Gebiete, Westfalenland: eine Landes- und Volkskunde Westfalens, Band 1, Paderborn: Schöningh 1913, 2. Auflage 1926
- Brancasaurus brancai n. g. n. sp., ein Elasmosauride aus dem Wealden Westfalens. Branca-Festschrift, Borntraeger 1914, S. 235–305.
- Die Mucronaten Kreide der Baumberge. In: Schriften der Gesellschaft zur Förderung der Westfälischen Wilhelms-Universität, 7,  Münster 1925, S. 71–82
- Geologie der Münsterschen Ebene. In: T. Wegner (Hrsg.): Westfalenland Eine Landes- und Volkskunde Westfalens Bd. IV Beiträge zur Westfälischen Heimatkunde, Münster 1927, S. 1–44